# Gerd Brantenberg
Gerd Brantenberg, född  27 oktober 1941 i Oslo, är en norsk författare. Hennes skrivande har fokuserat på kvinnors existentiella, erotiska och sociala problem. Mest känd är nog Egalias døtre (1977; på svenska som Egalias döttrar), en satir om en värld med ombytta könsroller. Välkänd är även Favntak (1983; på svenska som Famntag).

## Biografi
Gerd Brantenberg föddes i en läkarfamilj i Oslo. Därefter växte hon upp i Fredrikstad. Systern Ulla-Mari blev senare framgångsrik som glaskonstnär.
Brantenberg var del av den andra feministiska vågen, som spreds från USA över Europa under 1960- och 1970-talet. I Nordeuropa tillhörde danska Suzanne Brøgger och Vita Andersen pionjärerna. Hon romandebuterade 1973 med Opp alle jordens homofile, på svenska utgiven som Jag är väl inte sån, heller! Där framträdde hon som en förkämpe för homosexuellas rättigheter. Åren 1971–1974 bodde hon i Köpenhamn, där hon arbetade som lektor.
Med nästa bok flyttade Brantenberg fram positionerna.  Egalias døtre från 1977 var en dystopisk satir om en värld (landet Egalia) med ombytta könsroller, där kvinnor är aktiva och sexuellt dominanta och männen förpassas till de mer "husliga" rollerna närmare hemmet och familjen. I boken används ordet dam för man, medan människor här heter kvinniskor. I parlamentet fördelas inte mandat utan kvindat. Boken blev en stor försäljningsframgång och har översatts till en mängd olika språk. 2015 gjorde filmregissören Ninja Thyberg Girls & Boys, en kortfilm starkt inspirerad av Brantenbergs bok.
Ett halvdussin av Brantenbergs böcker finns översatta till svenska. Det inkluderar Sangen om St. Croix (1979; Sången om S:t Croix) och Ved bergestedet (1985; Vid färjestället), som båda ägnar sig åt den problemrika barndomen och skoltiden. Sangen om St. Croix ingår i en självbiografisk trilogi som berättar om en uppväxt som lesbisk i en norsk by. Här tas upp ämnen som alkoholism, klassamhället, våld i familjen, könsroller och sexuellt uppvaknande.
1996 utkom hon med Augusta og Bjørnstjerne, som handlar om Bjørnstjerne Bjørnson och dennes olyckliga kärlek till Augusta Mjøen, vilken var Brantenbergs morfars mor. I romanen Landssvikersken från 2003 presenteras Norge under första halvan av 1900-talet, genom ögonen på en tysk kvinna.
Utöver sitt skrivande har Brantenberg sedan ungdomen varit en aktiv feminist. Hon var styrelsemedlem i Norges första förening för homosexuella – Det norske forbundet av 1948 och var 1981–1983 även medlem för Den Norske Forfatterforening.

### Privatliv
Hon hade ett förhållande med den danska författaren Vibeke Vasbo när båda bodde i Köpenhamn i början av 1970-talet.

## Utmärkelser (urval)
- Pippi Långstrump-priset (1999)[10]
- Equalitaspriset (2007)[10]